# Фортепианный дуэт Лацо
Фортепианный дуэт Лацо (англ. The Latsos) — американские исполнители классической музыки для двух фортепиано и фортепиано в 4 руки, супруги Георгий Лацo (Лацабидзе) и Анна Фёдорова-Лацо (родилась 30 ноября 1982 года в Горьком). Дуэт ведёт активную концертную деятельность и выступает в известных концертных залах Европы, Америки, Передней Азии и Ближнего Востока. Дуэт был основан в 2013 году в городе Вена, Австрия где Георгий Лацо преподавал в Венской консерватории и в то же время он был приглашенным профессором в Высшей консерватории музыки в Барселоне.

## История
Фортепианный дуэт Лацo расширил границы выступления фортепианных дуэтов создавая многочисленные композиции и сотрудничая с другими художественными жанрами. Фортепианный дуэт записал ряд необычных и в значительной степени неизвестных композиции из репертуара дуэтов и фортепиано, включая все дуэты и дуэты Шуберта, а также аранжировала транскрипции для двух фортепиано и фортепиано в четыре руки из партитур американских фильмов таких композиторов, как Джон Уильямс, Эрих Вольфганг Корнголд и Джон Филип Соуза. Лацo часто являются гостями на таких радиостанциях, как K-USC, Classic FM, Sunday Live, NDR Kultur, America Matters, KCKQ-AM 1180, WAMU 88.5 Washington’s NPR, KKNX Classic Hits, Adagio FM и многих других.

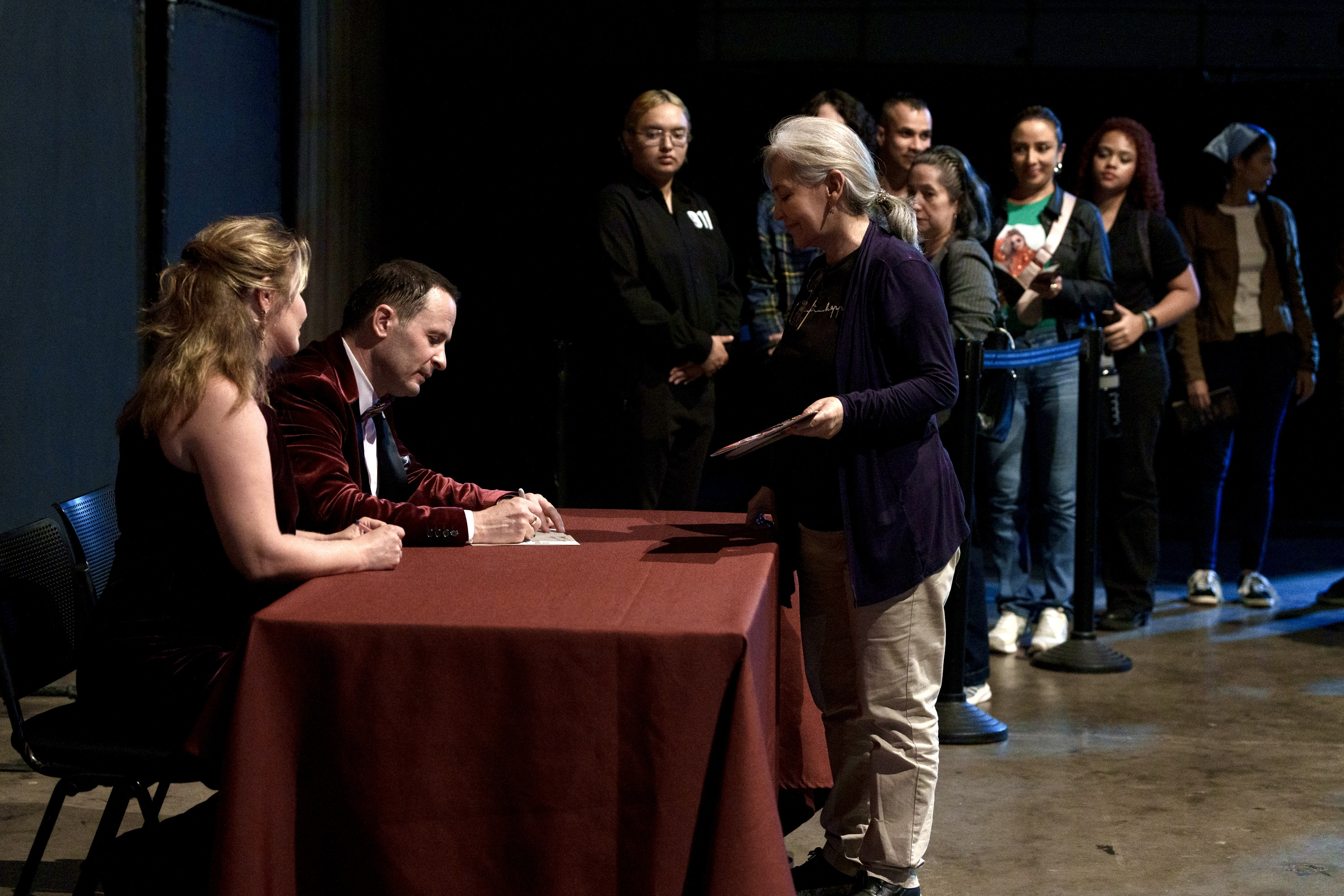
Фортепианный дуэт Лацo дает автограф после выступления. Колумбия, 2024 год

С 2013 года пара выступает как фортепианный дуэт, давая концерты по всему миру в музыкальных центрах и на фестивалях, в том числе: Музыкальный фестиваль Шопена, Музыкальный фестиваль в Орегоне, Фестиваль Steinway Malaysia, Фестиваль Steinway Таиланд,Музыкальный фестиваль Шубертиада, Международный фестиваль ProMusica, Оперный театр Пермайсури Зарит София, Театр Метрополитано в Колумбии, Культурный центр PS, Концертный зал Imperial Marmorsaal в Вене, Центр искусств Бельгайс в Португалии, Международный фестиваль фортепиано в Палм-Спрингс Эрбарзал в Вене, Московский международный центр исполнительских искусств, Аудитория Нила Моргана в Сан-Диего.

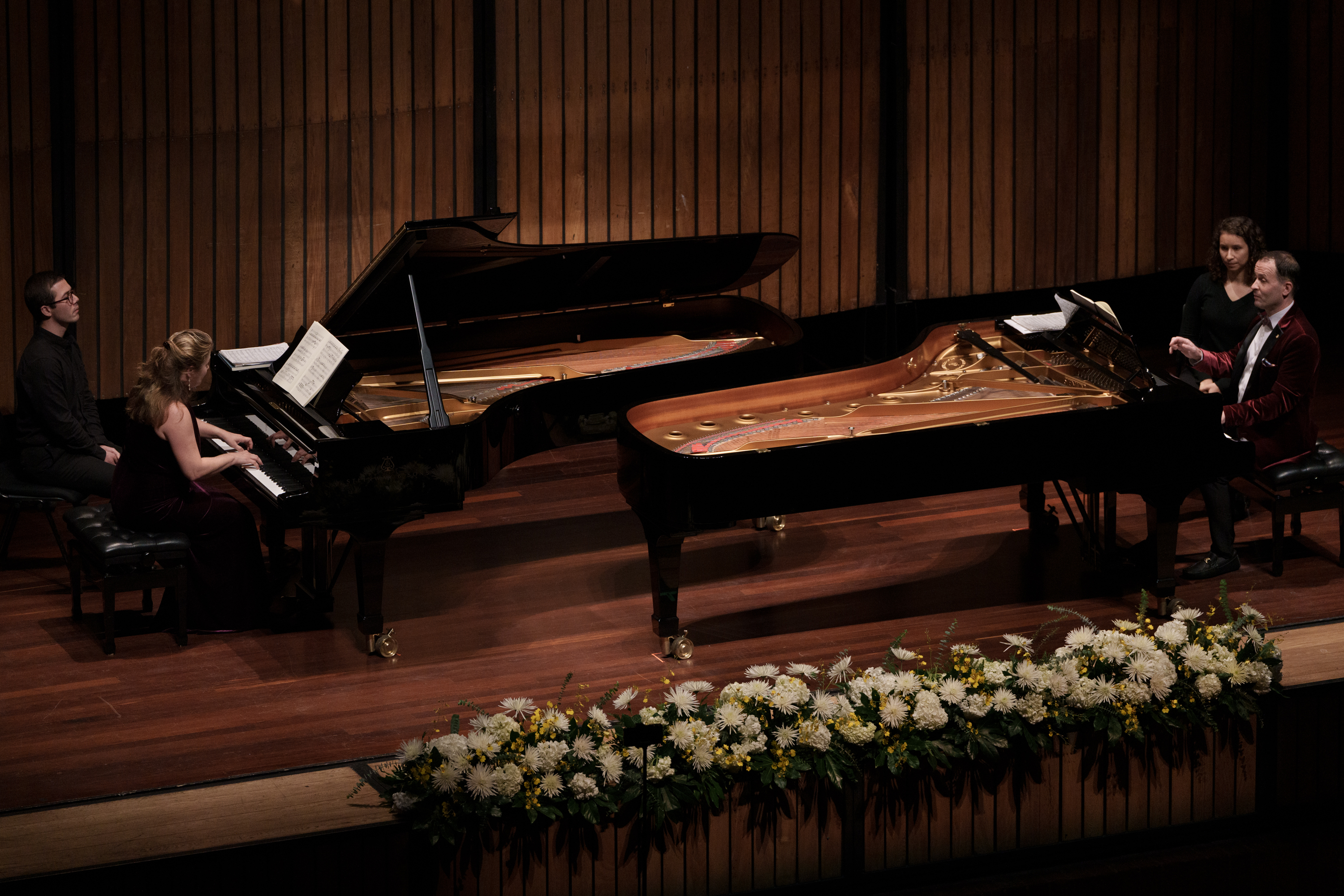
Фортепианный дуэт Лацo Метрополитен-театре Медельина, 2024 года

Георгий и Анна совмещают перформанс и преподавание вместе. В качестве преподавателей их регулярно приглашают проводить коллегиальные мастер-классы и лекции в ряде университетов Европы, России, Азии, а также в Соединенных Штатах, и регулярно приглашают выступать в престижных музыкальных залах и на научных конференциях по всему миру, а также обслуживают в качестве члены жюри на различных международных, национальных и региональных конкурсах пианистов. Дуэт также поддерживает миссию благотворительной организации, ежегодно организуя и давая благотворительные концерты. Они часто предлагают концертные выступления для некоммерческих организаций и учреждений, которые обслуживают малообеспеченные слои населения, детей с особыми потребностями, пациентов больниц и пожилых людей. Аранжировка Лацо в 4 руки «The Stars and Stripes Forever» была опубликована в 2023 году и защищена Бюро авторских прав Национальной библиотеки Конгресса в Вашингтоне, округ Колумбия.
С августа 2023 года компания Steinway & Sons, Нью-Йорк, официально назначила их артистами ансамбля Steinway Ensemble Artists.
В 2024 году они создали Международный фонд Amadeus International, миссией которого является признание и развитие молодых и талантливых пианистов. Пара исполняют обязанности художественных директоров с момента основания организации.

## Награды и признание
- 2017 & 2022 Национальный конкурс Беверли-Хиллз[16]
- 2021 Книга рекордов, Малайзия — Asia Pacific International
- 2023 Почетная награда, Городской совет, Лос-Анджелес[17]
- 2023 Звание «Артист ансамбля Стэйнвей (Steinway)», присвоенное компанией Steinway & Sons, Нью-Йорк.[18]

## Отзывы
Вчера мы были соучастниками этого события и получили эмоциональный и захватывающий опыт. Ночь, в которой нюансы музыки перенесли нас через самый широкий спектр эмоций. Вчера мы пережили встречу двух душ, которые общаются посредством своего искусства, и тем самым отпраздновали волшебство общей музыки.Колумбийский Метрополитен-театр от 10.02.2024
Безупречный по любым стандартам, подчеркнутый изысканными трелями, и точной моцартовской динамикой. Cлушая их, думаешь не о двух пианистах за двумя фортепиано, а о двадцати пальцах на двойной клавиатуре, управляемой одним разумом.Новости Зальцбурга от 09.09.2019

## Дискография
- 2021: Вольфганг А. Моцарт: Сонаты для фортепиано в четыре руки
- 2021: Франц Шуберт — Полное собрание сочинений для фортепиано в четыре руки
- 2022: Джордж Гершвин — Рапсодия в стиле блюз[21]